# Bonjour la vie (émission de télévision)
Bonjour la vie est une émission de télévision québécoise d'anthologies réalisée par Guy Leduc et diffusée à partir du 21 septembre 1977 à Radio-Québec. Elle est constituée de monologues.

## Épisodes
Tous les épisodes ont été réalisés par Guy Leduc. Trois épisodes seront rediffusés dans l'émission Contre-jour. Note : Les sources télé-horaire ont omis de fournir les titres des épisodes entre le 19 octobre 1977 et le 21 décembre.
1. Le Matin d'Agnoche, avec Yves Massicotte, scénario Monique Miville-Deschênes, 21 septembre
2. Et si c'était à refaire, avec Raymond Bélisle, scénario Marc Aras, 28 septembre
3. Or vieillie, chargée d'années, avec Huguette Oligny, scénario Louis Pelletier-Dlamini, 5 octobre
4. Échec et Moi, avec Louise Villeneuve-Belley, scénario Gaby Déziel-Huppé, 12 octobre
5. Les Dialogues de Catherine, avec Catherine Fillion-Perron, scénario Michel Forgues, 19 octobre

- La Boîte, avec Michel-René Labelle, scénario Michel Forgues
- Cher ami, je t'écris pour savoir…, avec Ghyslain Tremblay, scénario Jean-Pierre Brouille
- Conrad, avec Yvon Leroux, scénario Pierre Gauvreau
- L'Entrevue, avec François Tassé, scénario André Ricard
- La Lettre recommandée, avec Louise Rémy, scénario Lise Lemay-Rousseau
- Monologue d'un sourd, avec André Maltais et Francine Caron-Panaccio, scénario Denyse David
- Un jour, peut-être…, avec Suzanne Garceau, scénario Jean-Pierre Morin
- Secret de concierge, avec Jean-Pierre Masson, scénario Louis Pelletier-Dlamini, 11 janvier 1978